# Kurhanne, Krasnoperekopsk
Kurhanne (în ucraineană Курганне) este un sat în comuna Illinka din raionul Krasnoperekopsk, Republica Autonomă Crimeea, Ucraina.

## Demografie
Componența lingvistică a localității Kurhanne
     Rusă (44,89%)
     Ucraineană (35,23%)
     Tătară crimeeană (18,75%)
     Belarusă (1,14%)
Conform recensământului din 2001, nu exista o limbă vorbită de majoritatea populației, aceasta fiind compusă din vorbitori de rusă (44,89%), ucraineană (35,23%), tătară crimeeană (18,75%) și belarusă (1,14%).